# Операция «Бамблби»

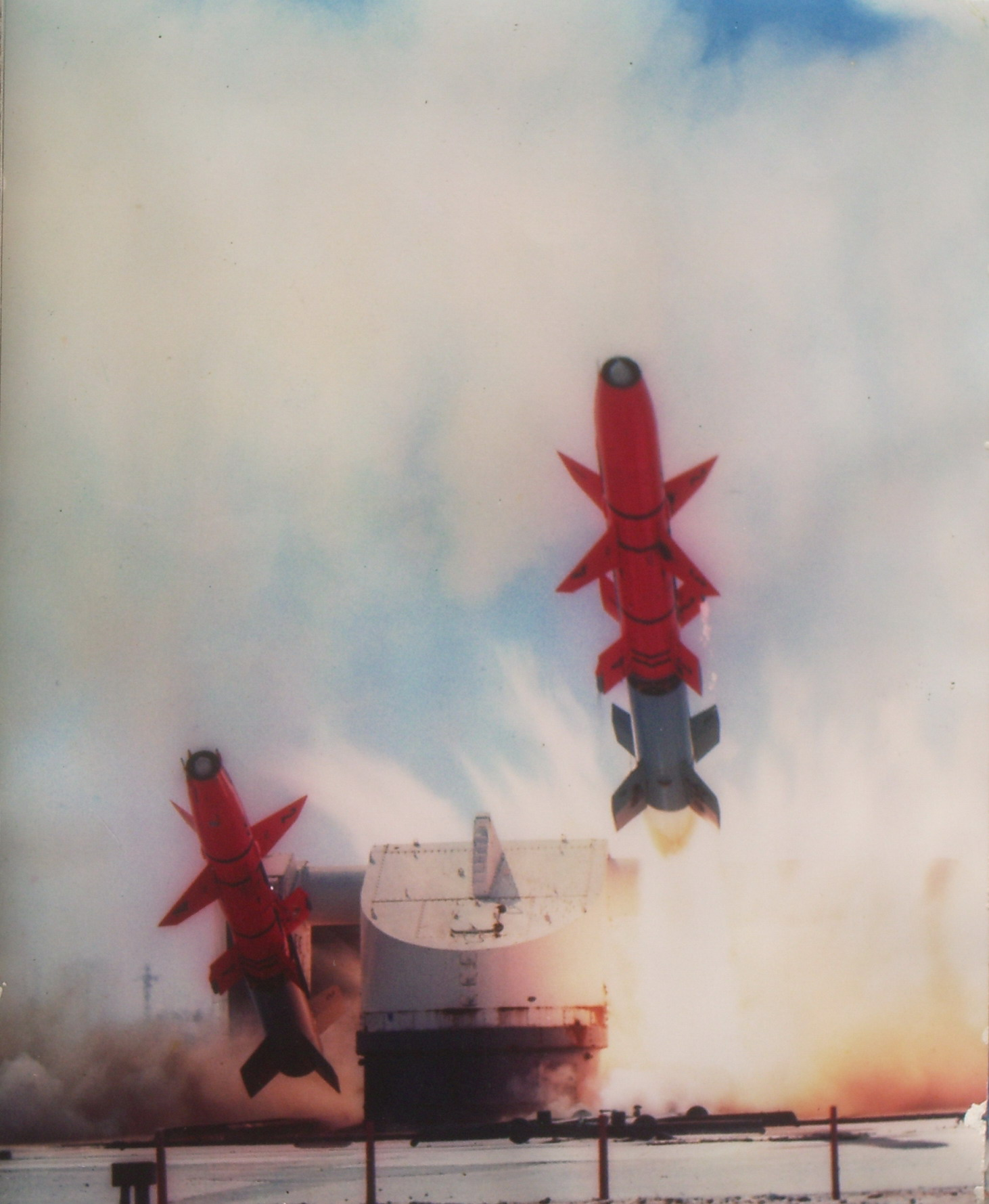
Пуск ЗУР RIM-8 Talos.

Операция «Бамблби» (англ. Operation Bumblebee, буквально «Операция „Шмель“») — программа ВМС США по разработке и испытаниям зенитных управляемых ракет с прямоточным воздушно-реактивным двигателем для оснащения ими кораблей, начатая в конце Второй мировой войны. Первые испытания экспериментальных аппаратов PTV-N-4 Cobra/BTV (от англ. Propulsion Test Vehicle/Burner Test Vehicle) оснащённых ПВРД и разработанных Лабораторией прикладной физики (APL) были выполнены в октябре 1945 года. Полученные наработки послужили основой для дальнейшей разработки и принятия на вооружение зенитно-ракетных комплексов «Талос», «Терьер», «Тартар»..

## Происхождение
В 1943 году германская авиация впервые успешно применила управляемые авиационные бомбы Henschel Hs 293 и Fritz X поразив ряд кораблей союзников. Для уничтожения самолётов-носителей такого оружия на дистанции за пределами эффективного радиуса действия зенитной артиллерии было предложено использовать зенитные управляемые ракеты, имеющие прямоточный воздушно-реактивный двигатель. Первоначально задавалось требование по перехвату цели, летящей на горизонтальной дистанции в 10 миль (≈ 16 км) и высоте до 30 тыс. футов (≈ 10 км), с помощью 300—600 фунтовой боевой части (≈ 150—300 кг) с вероятностью от 30 до 60 процентов. Тяжёлые морские потери от атак камикадзе во время Битвы за Окинаву стали дополнительным стимулом в развитии управляемого ракетного вооружения.

## Полевые испытания

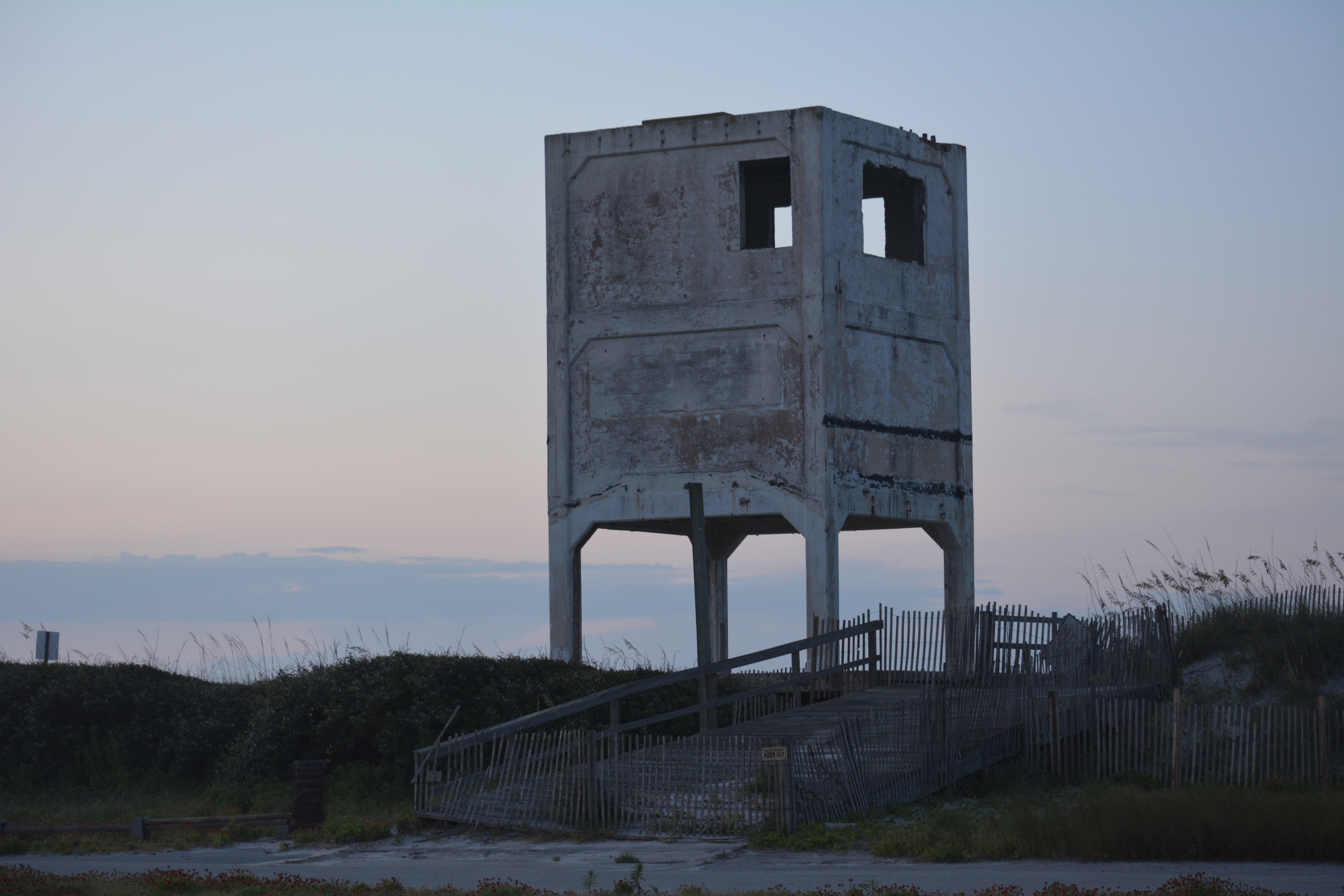
Объект полигонной испытательной инфраструктуры проекта «Бамблби»

В дополнение к использовавшимся при первых испытаниях по программе площадкам в Айленд Бич (Нью-Джерси) и Форте Майлс (Делавэр), в период с 1 июня 1946 по 28 июля 1948 года в интересах программы использовались временные площадки в Кэмп-Дэвис (Северная Каролина). Остров Топсэйл в Северной Каролине, стал постоянной площадкой для испытаний и пусков по программе «Бамблби» в марте 1947 года. Позднее, испытания были переведены на станцию авиационного вооружения ВМС США «Чайна Лейк», а затем на ракетный полигон «Уайт Сендз», где в 1951 году построили пусковой комплекс USS Desert Ship (LLS-1) (буквально «Корабль пустыни») в качестве прототипа сборочных и пусковых сооружений ЗРК «Talos» предназначенных для имитации корабельных условий.

## Результаты программы
ЗУР RIM-2 Terrier, разработанная первоначально как экспериментальный образец для испытаний технологий ЗУР RIM-8 Talos, встала на вооружение в качестве зенитной ракеты ВМС на тяжёлом крейсере «Бостон» в 1955 году, а в дальнейшем стал основой для ракет семейства «Стандарт». Основная цель программы «Бамблби», ракета «Talos», была принята в эксплуатацию флотом в феврале 1959 года в составе вооружения первого из ракетных крейсеров типа «Галвестон» и была впервые использована в боевых действиях во время Вьетнамской войны. Твердотопливные ускорители, разработанные для разгона маршевой ступени ЗУР до скорости включения ПВРД сформировали основу для разработки РДТТ большей размерности в интересах программ МБР, БРПЛ и ракет-носителей в США.